# 1924년 하계 올림픽 일본 선수단
일본 제국은 1924년 5월 4일부터 7월 27일까지 프랑스 파리에서 열린 제7회 하계 올림픽에 참가했다.

## 배경
일본은 벨기에 안트베르펜에서 열린 1920년 하계 올림픽에서 첫 올림픽 메달을 획득했다. 그러나 팀을 후원한 일본아마추어육상협회의 취약점이 드러나자 일본 정부는 향후 올림픽 참가에 보조금을 지원하기로 했다. 11월 3일은 도쿄 메이지 신궁 운동장에서 열리는 "체력의 날"로 지정되었다.
1924년 하계 올림픽에서 일본은 4개 종목에 28명의 선수들로 구성된 팀을 출전시켰다. 그 팀은 후에 세계 최고의 스포츠 의류 및 장비 제조업체 중 하나가 된 미즈노에 의해 장비되었다.

## 메달 집계

### 종목별 메달 집계
| 종목   | 1 | 2 | 3 | 합계 |
| 레슬링 | 0 | 0 | 1 | 1    |
| 합계   | 0 | 0 | 1 | 1    |

### 메달리스트
| 메달   | 이름            | 스포츠 | 종목   | 날짜     |
| ------ | --------------- | ------ | ------ | -------- |
| 동메달 | 나이토 카츠토시 | 레슬링 | 페더급 | 7월 14일 |

| Medals by sport | Medals by sport | Medals by sport | Medals by sport | Medals by sport |
| --------------- | --------------- | --------------- | --------------- | --------------- |
| 스포츠          | 1               | 2               | 3               | 합계            |
| 레슬링          | 0               | 0               | 1               | 1               |
| Total           | 0               | 0               | 1               | 1               |

## 수상

### 수영
주어진 순위는 준결승 그룹 내에 있다.
남자
| 수영선수        | 경기          | 8강     | 8강  | 준결선    | 준결선    | 결선      | 결선      |
| 수영선수        | 경기          | 결과    | 순위 | 결과      | 순위      | 결과      | 순위      |
| --------------- | ------------- | ------- | ---- | --------- | --------- | --------- | --------- |
| 이시다 츠네노부 | 100m 배영     | 1:26.0  | 4    | 진출 못함 | 진출 못함 | 진출 못함 | 진출 못함 |
| 이시다 츠네노부 | 400 m 평영    | 3:09.2  | 4    | 진출 못함 | 진출 못함 | 진출 못함 | 진출 못함 |
| 노다 가즈오     | 400 m 자유형  | 5:43.8  | 3    | 진출 못함 | 진출 못함 | 진출 못함 | 진출 못함 |
| 노다 가즈오     | 1500 m 자유형 | 23:44.2 | 3    | 진출 못함 | 진출 못함 | 진출 못함 | 진출 못함 |